# Raymond Flacher
Raymond Mathieu Pierre Flacher (Párizs 17. kerülete, 1903. október 24. – Neuilly-sur-Seine, 1969. szeptember 4.) olimpiai ezüstérmes francia tőrvívó.